# 日本原子力文化財団
一般財団法人日本原子力文化財団（にほんげんしりょくぶんかざいだん、英: Japan Atomic Energy Relations Organization、JAERO）は、原子力の平和利用について国民各層への情報提供を行い、原子力の平和利用による日本の文化社会形成に寄与することを目的として、1969年に設立された。以前は科学技術庁、通商産業省所管の財団法人であったが、2012年に公益法人制度改革に伴い一般財団法人に移行した。

## 沿革
- 1956年3月 - (社)日本原子力産業会議設立、日本原子力平和利用基金を設立し原子力の平和利用の理解活動を展開。
- 1965年7月 - (財)日本原子力普及センター設立（茨木県知事認可）、日本原子力平和利用基金を引き継ぐ。
- 1969年4月 - 内閣総理大臣と通商産業大臣の共管として中央移管。
- 1969年7月 - (財)日本原子力文化振興財団として発足。
- 2014年7月 - (一財)日本原子力文化財団に改称。

## 事業内容
1.国民各層を対象にした活動
シンポジウム、講演会、研修会等の開催・講師派遣、世論調査
2.学校教育を対象にした活動
専門家・講師派遣、高校生の課題研究活動支援
3.メディア関係者を対象とした活動
エネルギー関係勉強会・施設見学会の開催
4.出版物、WEBによる情報提供
各種パンフレット・冊子の出版、WEBサイト「エネ百科」等の運営

## 原子力文化
『原子力文化』は、日本原子力文化財団が発行していたB5判の月刊誌。「広く一般に向け、環境はもとより、歴史や技術・文化を含めた原子力や放射線に関する的確な情報の発信」を目的に発行していた。しかし、2024年3月号の発行を以って休刊となった。